# Per-Tomastjärnarna (Hotagens socken, Jämtland, 709680-143073)
Per-Tomastjärnarna är en sjö i Krokoms kommun i Jämtland och ingår i Indalsälvens huvudavrinningsområde.